# Erste Schlacht um Corinth
Fort Henry – Fort Donelson – Shiloh – Corinth I
Die Erste Schlacht um Corinth (auch Belagerung von Corinth genannt) fand vom 29. April bis zum 30. Mai 1862 um den Eisenbahnknotenpunkt Corinth, Mississippi während des Amerikanischen Bürgerkrieges statt.
Nach dem Sieg der Unionstruppen in der Schlacht von Shiloh rückten die Armeen unter Generalmajor Henry Wager Halleck auf Corinth vor. Er marschierte wegen der starken Verluste bei Shiloh vorsichtig von Norden und Osten auf die Stadt zu. Immer wenn die ihm unterstellten Armeen etwas Boden gewonnen hatten, ließ er die Soldaten sich eingraben. So legte z. B. Shermans Korps in 14 Tagen sieben unterschiedliche Feldbefestigungen an, wobei der Geländegewinn acht Meilen betrug. Alle drei Armeen erreichten am 28. Mai eine ungefähr 330 m von den Stellungen der Konföderierten entfernte Linie und gruben sich ein. Aus diesen Stellungen sollte die Belagerung durchgeführt werden.
Die Situation der zahlenmäßig weit unterlegenen konföderierten Mississippi-Armee wurde zunehmend aussichtsloser. Ihr Oberbefehlshaber, General Pierre Gustave Toutant Beauregard, konnte seine Armee aber durch einen Trick retten. Einigen seiner Männer wurden drei Tagesrationen gegeben und befohlen, sich auf einen Angriff vorzubereiten. Wie erwartet, liefen einige mit dieser Neuigkeit zu den Unionstruppen über. Durch Artillerie-Beschuss wurden Angriffsvorbereitungen vorgetäuscht, und deshalb bezogen die Unionstruppen Verteidigungs-Positionen. Während der Nacht zum 29. Mai gab die konföderierte Armee stattdessen die Stadt auf. Für den Transport der Kranken und Verwundeten, der schweren Artillerie und Tonnen von Kriegsmaterial nutzte sie die Mobile-und-Ohio-Eisenbahnlinie. Sobald ein Zug ankam, begrüßten die Truppen diesen mit Beifall, als ob Verstärkung eingetroffen wäre. Ferner stellten sie Attrappen (Quaker Guns) in den Feldbefestigungen auf. Feldlagerfeuer wurden unterhalten und Hornisten sowie Trommler spielten. Der Rest der Männer schlüpfte unbemerkt davon und wich nach Tupelo, Mississippi aus. Als die Unionspatrouillen Corinth am Morgen des 30. Mai betraten, waren die Konföderierten vollständig abgezogen.